# مرغ مگس پرخال
مرغ مگس پُرخال (نام علمی: Taphrospilus hypostictus) یک گونه از مرغ‌های مگس از خانواده مگس‌مرغان است. این تنها عضو از سردهٔ Taphrospilus است.
در کوهپایه‌های آند پایین از اکوادور، از طریق پرو و بولیوی، تا شمال غربی آرژانتین یافت می‌شود. در گذشته برای برزیل نیز ذکر شده بود، اما اکنون اشتباه تلقی می‌شود و در فهرست رسمی CBRO جای نمی‌گیرد.
زیستگاه‌های طبیعی آن جنگل‌های دشت نمناک نیمه‌گرمسیری یا گرمسیری و جنگل‌های کوهستانی نمناک نیمه‌گرمسیری یا گرمسیری است.

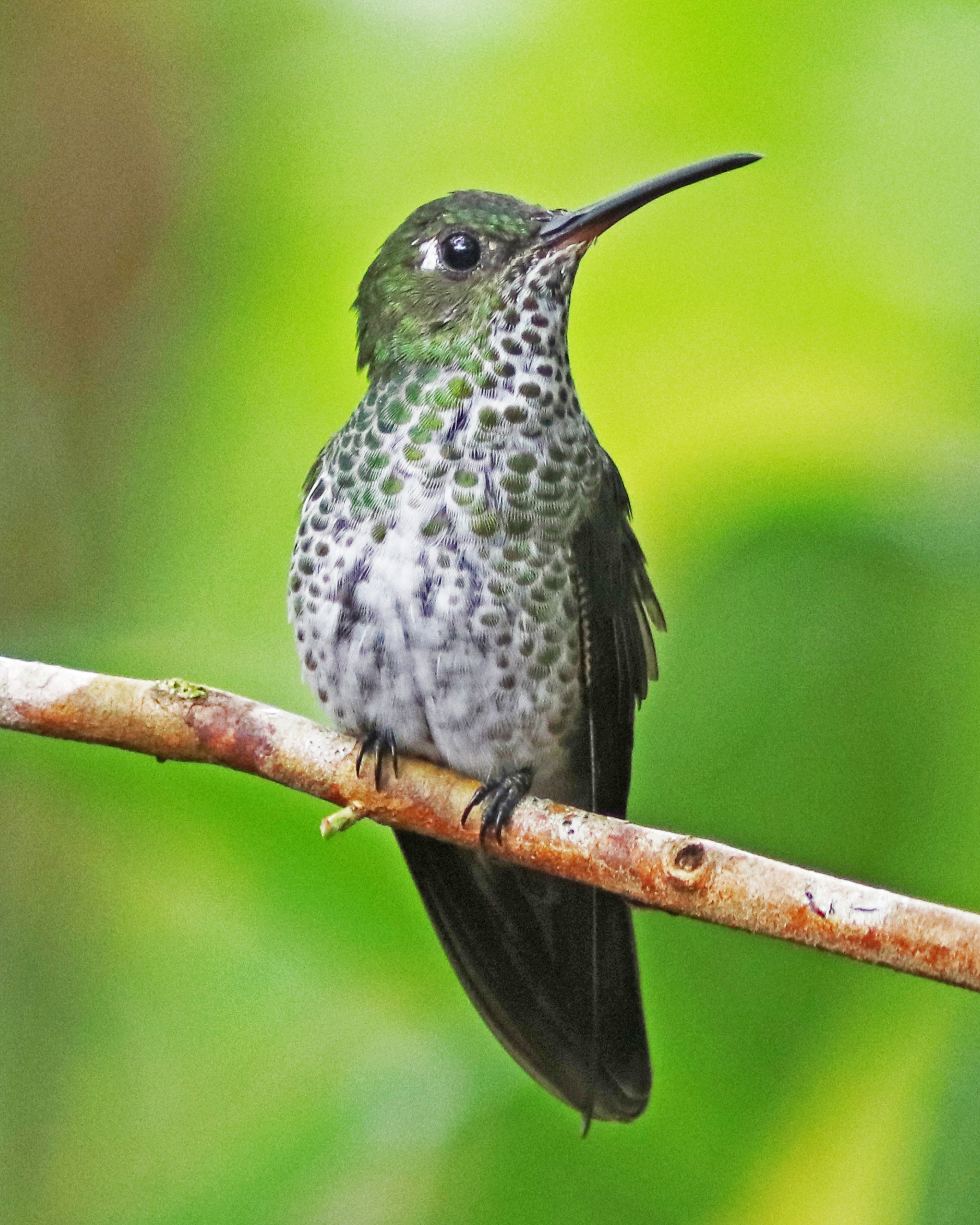
در شرق اکوادور خال‌ها را نشان می‌دهد